# The King of Fighters R-1
The King of Fighters R-1 é um jogo luta da série The King of Fighters lançado em 1998 pela SNK, para a sua portátil consola Neo Geo Pocket.